# Bandits de Jackson
Les Bandits de Jackson sont une franchise professionnelle de hockey sur glace en Amérique du Nord qui évoluait dans l'ECHL. L'équipe était basée à Jackson dans l'État du Mississippi aux États-Unis.

## Historique
La franchise est créée en 1999 à la suite du déménagement des Icebreakers de Chesapeake. De 1999 à 2003, elle est engagée en ECHL. Elle cesse ses activités à la fin de la saison 2002-2003.
Lors de la 2001-2002, l'équipe est affiliée aux Admirals de Norfolk de la Ligue américaine de hockey et aux Blackhawks de Chicago de la Ligue nationale de hockey.

## Statistiques
| No | Saison    | PJ | V  | D  | DTB | BP  | BC  | Pts | Classement                   | Séries éliminatoires      | Entraîneur    |
| -- | --------- | -- | -- | -- | --- | --- | --- | --- | ---------------------------- | ------------------------- | ------------- |
| 1  | 1999-2000 | 70 | 32 | 32 | 6   | 201 | 227 | 70  | 7e place, division Sud-Ouest | Non qualifiés             | Derek Clancey |
| 2  | 2000-2001 | 72 | 39 | 24 | 9   | 206 | 209 | 87  | 2e place, division Sud-Ouest | Défaite au deuxième tour  | Derek Clancey |
| 3  | 2001-2002 | 72 | 34 | 29 | 9   | 187 | 202 | 77  | 4e place, division Sud-Ouest | Défaite au troisième tour | Derek Clancey |
| 4  | 2002-2003 | 72 | 38 | 26 | 8   | 210 | 195 | 84  | 4e place, division Sud-Ouest | Défaite au premier tour   | Derek Clancey |